# Christophe Juillet
Christophe Juillet (Villeneuve-sur-Lot, 20 marzo 1969) è un ex rugbista a 15 e imprenditore francese, attualmente organizzatore di eventi e, da giocatore, terza linea centro di Montferrand e Stade français.

## Biografia
Militò nel Montferrand (oggi Clermont-Auvergne) fino al 1997, anno in cui divenne professionista e si trasferì allo Stade français.
Esordì in Nazionale francese nel corso della Coppa Latina del 1995 contro la Romania, e prese poi parte al Cinque Nazioni 1999 e al Sei Nazioni 2001, nel corso del quale disputò il suo ultimo incontro internazionale.
Fu anche nella lista dei convocati alla Coppa del Mondo di rugby 1999 in Galles, in cui disputò 5 incontri compresa la finale, persa, contro l'Australia.
Allo Stade français ha vinto due campionati nazionali e una Coppa di Francia.
Da dopo il ritiro avvenuto nel 2002 gestisce Au-delà du sport, azienda di organizzazione eventi, promozione sportiva e cura dell'immagine di personaggi pubblici (in primis rugbisti come Fabien Pelous e Pieter de Villiers).

## Palmarès
- Campionati francesi: 2
Stade français: 1998-99; 1999-2000
- Coppe di Francia: 1
Stade français: 1998-99